# Gerrhosaurus major
Gerrhosaurus major, también conocido como lagarto plateado de Sudán o como lagarto "acorazado" de Sudán. Es un lagarto de la familia Gerrhosauridae originario de los desiertos rocosos del este y del sudeste de África.

## Descripción
Gerrhosaurus major tiene su cuerpo cubierto de placas de color pardo y recuerda a los reptiles del Mesozoico.
Es un animal diurno, hábil escarbador y llega a medir de adulto, con su cola incluida unos 45-70 cm de largo. Los machos son más grandes que las hembras teniendo en su garganta colores brillantes.
Es omnívoro comiendo diversos vegetales, insectos y ocasionalmente otros lagartos y roedores.

## Vida en cautividad
En cautiverio es un animal de carácter dócil y tranquilo que puede llegar a vivir hasta los 24 años.
Se necesita un amplio espacio para alojarlo no menor a 90 cm de largo y 40 de ancho y debe contar con lugares para esconderse y de ser posible con sustrato para cavar sus galerías. La temperatura nunca debe descender de los 18 °C y durante el día debe contar con una temperatura que oscile entre los 28 a 30 °C necesitando iluminación UVB del 10.0.
Deben omitirse los citrus de su dieta.